# Carl Siegener
Carl Ludwig August Siegener (Celle,  Reino de Hanôver, 4 de Setembro de 1798 - Arroio Lichiguana, Bagé, Brasil, 10 de Fevereiro de 1827) foi um militar teuto-brasileiro que atuou no campo dos foguetes. É considerado o "pioneiro mártir dos foguetes no Brasil".

## Vida
Siegener, filho do arquiteto Johann Georg Friedrich Wilhelm Siegener e Johanna Dorothea Caroline Behrens, nasceu no Eleitorado de Hanôver na época da união pessoal entre a Grã-Bretanha e Hanôver e cresceu no chamado "período francês".
Pouco depois de completar 15 anos de idade, provavelmente uniu-se ao novo Jägercorps ("corpo de caçadores") hanoveriano em 17 de Setembro de 1813, no Kielmannseggeschen Jäger do coronel Friedrich von Kielmansegg, recebeu sua despensa em 21 de Abril de 1814 e mudou com o posto de alferes para o batalhão de campo de Bremen. Juntou-se ao Exército de Hanôver em 6 de maio de 1814 como Fähnrich (aspirante) no 2º Regimento de Infantaria, inicialmente estacionado em Celle, onde se familiarizou com o uso de foguetes Congreve  e mais tarde, recebeu a Medalha Waterloo.
Foi recrutado pelo Exército Imperial Brasileiro e chegou ao Rio de Janeiro em Fevereiro de 1826. Foi designado como tenente para o 3º batalhão de granadeiros. Durante a guerra da Cisplatina, propôs a seus superiores, entre eles o marechal de campo prussiano Gustav Heinrich Gottlieb von Braun, o uso de foguetes Congreve na batalha do Passo do Rosário. Braun havia se familiarizado com os foguetes durante uma estada na Europa e queria introduzi-los no exército brasileiro. Para a primeira demonstração perante o Estado-Maior, Siegener preparou três foguetes em 7 de Fevereiro de 1827, nos quais instalou uma carga de ignição maior do que o planejado pelo fabricante por causa do clima úmido. Após a ignição, os dois primeiros foguetes voaram distâncias significativamente menores do que o esperado com o terceiro explodindo no local de lançamento, ferindo-o gravemente. Morreu três dias depois, enquanto era transportado para um hospital militar em Caçapava do Sul, sendo ali sepultado.
Segundo o escritor Helmut Andrä, Siegener entrou para a história brasileira através de uma anotação no diário de guerra do tenente engenheiro e agrimensor Anton Adolph Friedrich Seweloh.